# 迪萬達雷
迪萬達雷（波斯語：‎）是伊朗的城市，位於該國西北部，由庫爾德斯坦省負責管轄，距離首府薩南達季約65公里，海拔高度1,810米，2006年人口22,842，居民主要是庫爾德人。